# Jean Lescure (économiste)
Pour les articles homonymes, voir Jean Lescure et Lescure.
Jean Lescure (1882 - 1947) est un économiste français. Il est surtout connu pour sa thèse de 1906 sur les crises économiques, fondatrice pour l'école historique française, Des Crises générales et périodiques de surproduction. Elle a donné lieu à de nombreuses rééditions revues et augmentées. Il est également avec Gaëtan Pirou et Maurice Ansiaux le fondateur des congrès annuels des économistes francophones  qu'il a aminé de 1926 à 1939 avec Maurice Ansiaux.

## Biographie
Après la soutenance de sa thèse en 1906 dirigée par François Sauvaire-Jourdan, il est reçu premier au concours d'agrégation d'économie politique en 1910.  Il est ensuite professeur à Poitiers puis à Bordeaux. De 1914 à 1919, il fait « magnifiquement » la guerre pour reprendre l'expression de Gaston Leduc . Il  devient professeur à la faculté de droit de Paris dans les années 1920. Là il devient directeur de laa salle de travail d'études économiques et statistiques, il a aussi contribué à la revue d'économie politique. À partir de 1936, il se consacra  à définir les principaux  d'une économie rationnelle qui fit l'objet de son dernier livre Principes d'économie rationnelle paru quelques jours avant sa mort.. Il a aussi siégé plusieurs fois au jury d'agrégation qu'il a présidé en 1936.
Il est mort en chaire devant ses étudiants lors d'un cours d'économie sociale comparée.

## Des Crises générales et périodiques de surproduction
Dans cet ouvrage, Lescure propose :

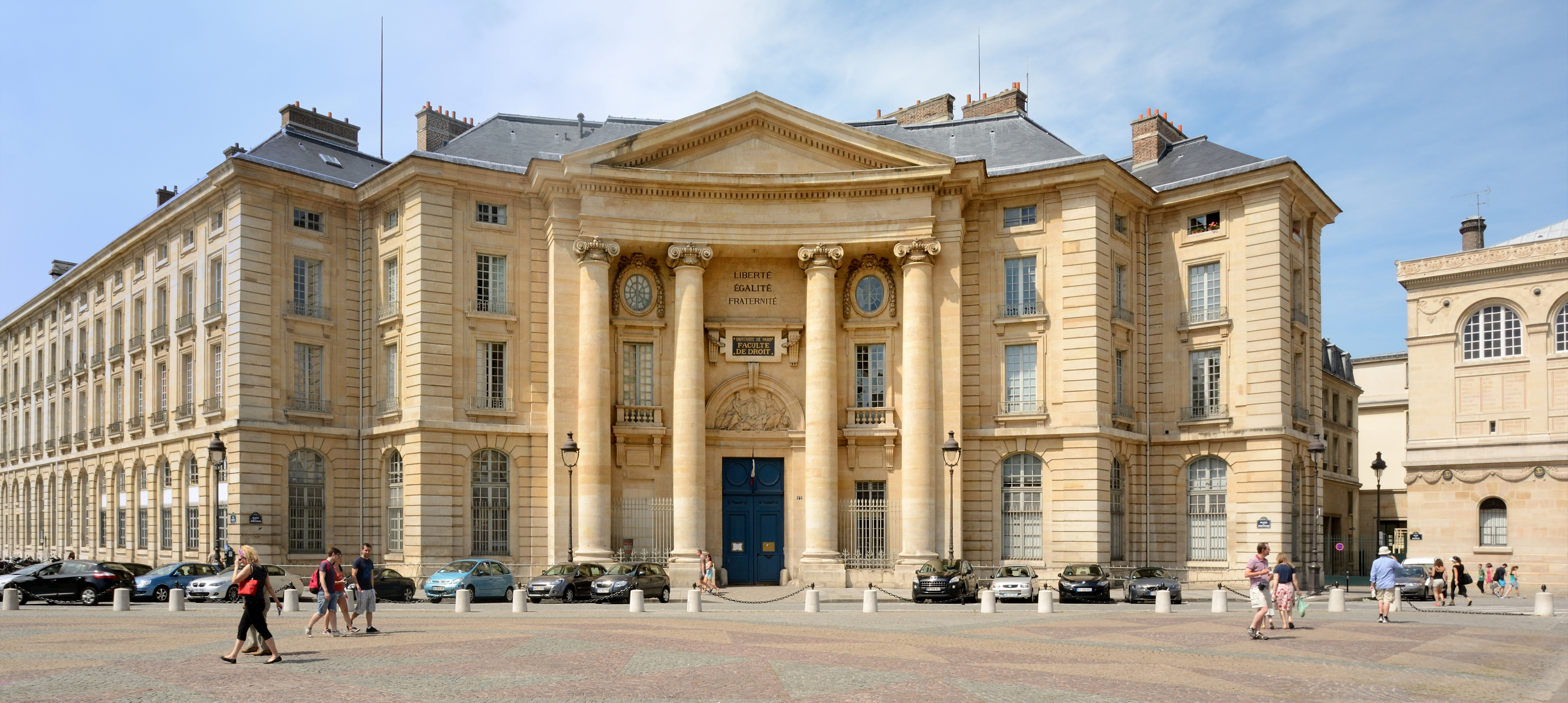
Faculté de droit de Paris où Lescure a enseigné

- une analyse descriptive et historique des crises. Les trois premières crises du XIXe siècle (1810-1815-1818) sont présentées de façon relativement succincte, mais il expose en détail les antécédents, le déclenchement et les suites des crises survenues entre 1825 et 1907. Ce tableau est complété, dans la troisième édition de son livre en 1923, par une description de la grande crise de 1920.
- une explication de leur survenance. Selon lui, les crises proviendraient de la variation du taux de profit et de la paralysie de l'esprit d'entreprise qui résulterait de sa réduction. Ainsi, il observe qu'à la fin des périodes d'essor, les prix augmentent moins vite que les coûts de production. Les chefs d'entreprises, principalement animés par la recherche du profit, seraient alors dissuadés d'entreprendre pour des profits moindres, entrainant ainsi une spirale baissière des commandes, de la production et des prix.

## Les principes d'économie rationnelle
Il présente dans la préface son livre comme  une défense de la science face aux systèmes.  Pour lui  l'analyse du monde économique faite par les économistes français des années 1930 a mené au « résultat un peu déconcertant de découvrir deux grandes doctrines antagonistes : le libéralisme et le socialisme et divers intermédiaires : socialisme d’État, socialisme de la chaire, socialisme chrétien, solidarisme et quelques autres » .
Dans son livre, il soutient  que « la science exclut les systèmes » et qu'une loi économique est vraie quel que soit le système. Il estime que les lois économiques trouvées grâce à l'observation et au raisonnement « ont la même valeur que les autres lois scientifiques ».

## Sources
- Gaston Leduc, « Jean Lescure (1882-1947) », Revue d'économie politique Volume 57,‎ 1947.